# Кайзер, Макс
Тимоти Максвелл «Макс» Кайзер — ведущий телевизионных передач, кинорежиссёр, в прошлом трейдер. Макс Кайзер был создателем и ведущим программы «The Oracle with Max Keiser» на BBC и ведущим программы «On the Edge» на иранском спутниковом канале Press TV. В настоящее время ведущий передачи «Keiser Report» на российском канале RT. Также был создателем нескольких фильмов, показанных в передаче «People & Power» на канале Al Jazeera English. Известен своей критикой американских экономической и политической моделей.

## Начало карьеры
Кайзер вырос в округе Вестчестер, Нью-Йорк. После изучения театрального искусства в Нью-Йоркском университете сменил множество работ, в том числе работал на радио и в жанре стенд-ап-комедии. В 1980-х получил временную работу биржевого маклера в брокерской конторе Paine Webber на Уолл-стрит, поскольку, по его словам, эта работа «не требовала какого-то ни было таланта, чтобы зарабатывать огромные суммы денег».

## Работа на телевидении

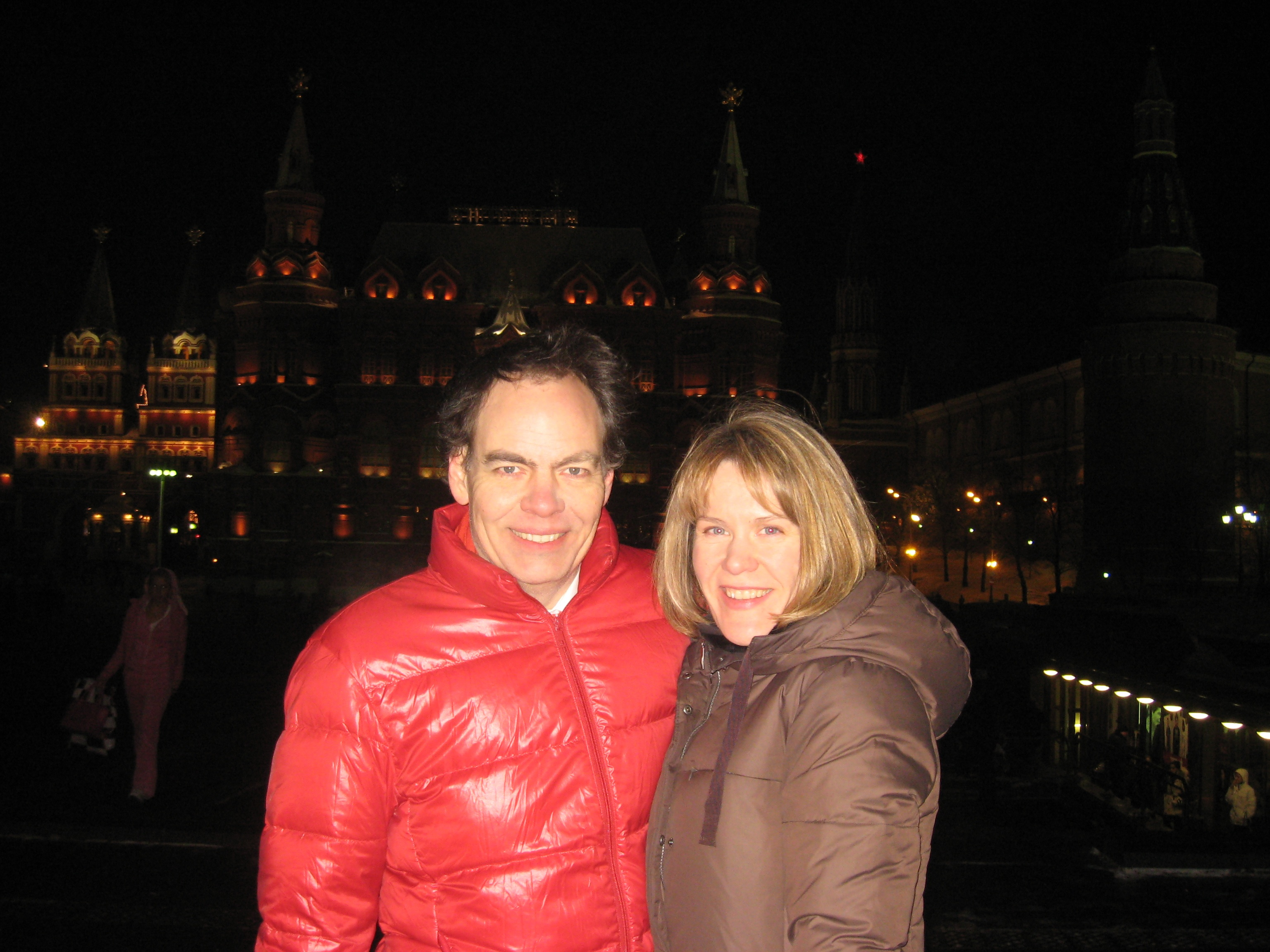
Макс Кайзер и Стейси Херберт в Москве в 2010 году

### On The Edge
С 2009 по 2012 годы давал еженедельные финансовые комментарии на Press TV; программа включала интервью с известными альтернативными экономистами.

### The Keiser Report
С сентября 2009 года ведет еженедельную передачу Обзор Макса Кайзера с финансовыми новостями и анализом на канале RT America продолжительностью 30 минут. Его жена и помощница Стейси Херберт (англ. Stacy Herbert) появляется в первой половине каждого показа с заголовками и комментариями, во второй половине передачи Кайзер берёт интервью у гостя.

## Общественная деятельность
Кармабанк (англ. Karmabanque) — хедж-фонд Кейзера, который стремился получить прибыль от любого снижения в цене акции компаний, которые восприимчивы к бойкоту групп защитников окружающей среды. Работа фонда освещается журналом The Ecologist Magazine, издаваемым Заком Голдсмитом.
Среди мишеней фонда были Coca-Cola и Макдоналдс. Проект хедж-фонда Karmabanque был разработан для одновременного массового шортселла акций. Описывая проект Кайзер сказал «Интернет позволяют людям, активистам, со всех континентов собираться, и атаковать компанию, в наиболее уязвимом месте — в курсе акций.»
В коротком фильме Аль-Джазиры «Экстраординарные Выходки» (англ. Extraordinary Antics) Кайзер едет в Милан и Венецию, чтобы узнать, как агент ЦРУ Роберт Селдон Леди и его поддерживающие агенты потратили 500 000$ на процедуру, известную как «операция экстраординарная выдача преступника» (англ. extraordinary rendition), когда египетского гражданина, которому предоставили убежище в Италии, похитили, предположительно чтобы отправить в пыточную тюрьму в Каире. Сотрудники ЦРУ находятся под судебным преследованием за этот случай.

### «Покупайте серебро, уничтожьте JP Morgan»
Макс Кайзер назвал JP Morgan Chase «самым большим финансовым террористом на Уолл-Стрит», относительно их предполагаемой манипуляции на рынке серебра.
Кайзер начал кампанию названную «Покупайте серебро, уничтожьте JP Morgan» — где участники кампании покупают серебро, поднимая его цену, и оставляя JP Морган с огромными короткими позициями, то есть продажами без покрытия.

## Сбывшиеся прогнозы
Кайзер известен тем, что делал много сбывшихся прогнозов:
- В сентябре 2004 года в журнале The Ecologist, Кайзер правильно предсказал крах Fannie Mae и Freddie Mac 2008 года, когда он написал: «Мое предположение — две акции которые скорее других схлопнутся в руках финансовых типов с Уолл Стрит, и других фундаменталистов паразитирующих на американской экономике, сделанной слабой напечатанными деньгами, являются акции Fannie Mae и Freddie Mac .»[16]
- В 2006 году он предсказал, ценные бумаги sub-prime будут причиной спада 2008 года.
- В 2007 году он правильно предсказал расстройство экономики Исландии в 2008 году.[17]
- В июле 2008 года Кайзер обвинил Lehman Brothers в попытке «переэнронить Энрон» (Enron), обвиняя банк в «бухгалтерском Пикабу» (Пикабу (англ. peek-a-boo!) — игра в прятки с маленьким ребёнком когда взрослый то закрывает то открывает ладонями лицо), то есть попытке банка неверно преувеличить ценность своих активов, когда его проверяет регулирующая система.[18]